# Мумбай
Мумбай (маратхі मुंबई, англ. Mumbai, до 1995 року — Бомбей, англ. Bombay) — місто на заході Індії, на узбережжі Аравійського моря, столиця штату Махараштра. Є другим містом у світі за населенням в офіційних межах, що становить приблизно 14 млн мешканців, та центром однієї з найбільших агломерацій світу, населення якої станом на 2007 рік становило 19 млн мешканців.
Мумбай є комерційним і розважальним центром Індії, що створює 5 % ВВП країни, та загалом 25 % промислового виробництва, 40 % морської торгівлі, і 70 % від операцій в фінансовому секторі економіки Індії. У Мумбаї розміщені важливі фінансові інститути держави, такі, як Резервний банк Індії, Бомбейська фондова біржа, Національна фондова біржа Індії та корпоративні штаб-квартири багатьох індійських компаній та транснаціональних корпорацій. В місті також знаходиться студія гінді-фільмів, відоміша у світі як Боллівуд. У Мумбаї спонукають до розвитку різних можливостей для бізнесу, а також завдяки цьому місцева громада виходить на вищий життєвий рівень, що в свою чергу, робить місто популярним у всій окрузі в багатьох аспектах, суспільних і культурних.

## Історичний літопис
Мумбай тепер — це сім островів, що були колись в цій окрузі, на яких проживали громади рибальських колоній. Протягом століть острови почергово переходили під контроль різних королівств та імперій корінних народів, потім попали під верховенство португальських поселенців, а згодом перейшли до англійської корони, яка перепродала їх Ост-Індійській компанії. У середині 18 століття Бомбей перетворився на значне торгове місто, а вже за століття воно досягло значного економічного розвитку і культурно-освітніх процесів. Місто стало твердинею індійського руху за незалежність на початку XX століття. Коли 1947 року Індія стала незалежною, місто ввійшло до штату Бомбей, саме у цьому місті у 1960 році, після руху Самюкта Махараштра, розпочався новий етап етнічної багатогранності Індії та було утворено штат Махараштра. Місто було перейменоване на Мумбай у 1995 році.
- 600 до н. е. — перші відомі постійні поселення.
- 300 до н. е. — складова частина імперії Ашоки.
- 900 по 1300 — у складі індуїстської держави династії Сілхара.
- 1343 — складова частина султанату Гуджарат.
- 1431 — побудовано Гаджі Алі Дарґаг (Haji Ali Dargah).
- 1508 — Франсішку де Алмейда (Francisco de Almeida) кинув якір свого корабля в глибокій природній гавані поблизу міста.
- 1534 — Бомбей переходять до португальців.
- 1661 — Португальська принцеса Катерина Браґанська (Catherine of Braganza) приносить Бом Багія (Bom Bahia) королю Англії Карлу II, як частину свого посагу.
- 1668 — 1669 — Англійська Ост-Індійська компанія орендувала сім островів Бомбея в Карла II
- 1670 — перша друкарня імпортована в Бомбей бізнесменом парсом Бімджі Парікхом (Bhimji Parikh)
- 1672 — освячення першої Вежі Мовчання (Tower of Silence) і першого Храму Вогню (Hirji Vachha Agiary — нині не існуючого)
- 1735 — розпочалося суднобудування (закладка Вадіана доків, Дункан доків)
- 1750 — перший сухий док Азії — Ловджі Вадіана.
- 1777 — вийшла перша газета в Бомбеї — «Рустом Керсаспджі» (Rustom Kersaspjee)
- 1801 — Сідгівіньяк Храм (Siddhivinayak) побудований на Прабгадеві (Prabhadevi).
- 1822 — перша газета, що вийшла народною мовою в Бомбеї — «Мумбай Самачар» (Mumbai Samachar) опублікована Фардінджі Марзпани (Fardunjee Marzban). Ця найстаріша газета Індії як і раніше, публікуються і сьогодні.
- 1838 — перше видання «Бомбей Таймс» (Bombay Times) "і «Журнал Торговельний» (Journal of Commerce)
- 1845 — засновано «Ґрант медичний коледж» (Grant Medical College).
- 16 квітня 1853 — перша залізниця в Індії між Бомбеєм і Тані.
- 1854 — відкрилася перша бавовняна мануфактура.
- 1857 — відкрито Університет Бомбея.
- 1858 — «Chartered Bank» Індії, Австралії та Китаю відкриває свої відділення в Бомбеї.
- 1870 — сформовано Бомбей Порт Траст.
- 1872 — заснована Бомбейська Муніципальна корпорація.
- 1885 — Індійський національний конгрес утворюється при Ґовалья Танк Майдан.
- 1887 — відкрився Вікторія Ювілейний технологічний інститут (Victoria Jubilee Technological Institute — VJTI), перший і єдиний заклад, що надавав інженерний ступінь до 1960 року.
- 1890 — Роберт Харріс, 4 Барон Харріс (Robert Harris) прибув, щоб обійняти посаду губернатора регіону і управляючого в Бомбеї.
- 1893 — Релігійні заворушення між індуїстами та мусульманами.
- 1896 — голод потім, як наслідок ще й бубонна чума. Вальдемар Хаффкін (Waldemar Haffkine) починає дослідження чуми в Ґрант Медичному Коледжі.
- 1897 — Хаффкін оголошує про протичумну вакцину, випробувавши її його на собі і на добровольцях з в'язниці Букулла.
- 1899 — в Мумбай чергова епідемія чуми.
- 1911 — король Георг V (King George V) і королева Марія (Queen Mary) прибули з візитом в Бомбей. Ворота в Індію було побудовано на згадку про їхнє прибуття.
- 1913 — створений Сиденгам коледж, перший комерційний коледж в Азії.
- 12 січня 1915 — Ганді повертається в Індію з Південної Африки через порт Бомбей.
- 22 січня 1926 — відкрита Меморіальна лікарня Короля Едварда.
- 15 липня 1926 — перший моторизований автобус пройшов між афганськими церквою і ринком Кроуфорд.
- 1928 — перший електричний потяг курсує між Чарчґате і Борівалі.
- 1930 — створена Бомбейська крикетна асоціація.
- 15 жовтня 1932 — Дж. Р. Д. Тата вилетів з Карачі в Бомбей через Ахмадабад і здійснив посадку на полі Газа Джугу, тим самим, проклавши шлях для цивільної авіації в Індії.
- 1934 — UDCT — Перший інститут, що спеціалізується на дослідженнях у галузі хімічного машинобудування в Індії.
- 8 серпня 1942 — Вихід у світ декларації Індійського Руху, прийнятої на Ґовалія Танк Майдані.
- 14 квітня 1944 — вибух на пароплаві "Форт Стікін"[en]. Утворилася приливна хвиля такої сили, що корабель «Джалампада» водотоннажністю майже 4000 тонн опинився на даху одного зі складів, висотою 17 метрів. Гарячі стоси бавовни підпалили в радіусі 900 метрів від епіцентру все: кораблі, склади, пакгаузи, будинки. Сильний вітер із моря гнав стіну вогню на місто. Для локалізації пожежі було прийнято рішення зруйнувати міську смугу завширшки чверть милі (жителі із цієї зони було виселено). Це врятувало Бомбей. Повністю пожежі вдалося ліквідувати лише за два тижні.

- 1958 — ІІТ Бомбеї створений у Поваї.
- 1960 — інцидент поблизу «Фонтану Флори», коли загинули 105 агарашт демонстрантів в сутичці з поліцією.
- 1 травня 1960 — Бомбей стає столицею новоствореного маратського штату Махараштра.
- 31 березня 1964 — останній трамвай зробив свою подорож з Бора в Бундар Дадар.
- Січень 1982 — почався Великий Бомбейський Текстильний Страйк під керівництвом профспілкового лідера Датта Самант.
- Грудень 1992 — січень 1993 — Більше 2000 людей загинули в індо-мусульманської міських заворушеннях після знищення Бабрі Масджид.
- 1993 — серія вибухів в Бомбеї, яку спланував терорист Дауд Ібрагім (вбито 300 і поранено ще кілька сотень).
- 1995 — Бомбей перейменований на Мумбай. Згодом університет Бомбея перейменували на Університет Мумбая.

## Географія
Мумбай розташований на 18 ° 58'30 «N 72 ° 49'33» E / 18,9750 ° N ° E 72,8258 / 18,9750; 72,8258 в Індійському штаті Махараштра. Він розташований на острові Салсетте прибережної смуги Махараштра. Спочатку це були сім островів, але вони були об'єднані в 18 столітті в один великий острів. Справжні сім островів Мумбая складалися з двадцяти двох пагорбів. Більшість з них були зруйновані, щоб заповнити мілководдя між островами, так був утворений один великий острів.
Теперішній Мумбай складається з двох різних регіонів: Мумбай-Сіті і Мумбай-Сабурбан, які складають дві окремі адміністративні одиниці штату Махараштра. Саме місто також часто називають Айленд Сіті. Мумбай, увесь цей район охоплює загальною площею 603,4 км², який називають Великий Мумбай, а от площа під управлінням Муніципальної корпорації Мумбая (міська управа) охоплює 437,71 км², що складається з двох частин — старе-острівне місто 67,79 км2 та приміського району 370 км2.
Мумбай лежить у гирлі річки Улгас (Ulhas River) на західному узбережжі Індії, у прибережному районі, відомому як Конкан. Місто розташоване на Салсетте острові, у районі Тані штату Махараштра. Мумбай оточений Аравійським морем на заході. Більшість районів міста лежать саме над рівнем моря, висотами у діапазоні від 10 м (33 футів) до 15 м (49 футів), а середня висота міста 14 м (46 футів). Північна частина Мумбая (саме острови) є пагористою, і найвища точка в місті становить 450 м в Поваї — Канхері районі. Національний парк Санджай Ганді (Борівілі національний парк) знаходиться частково в Мумбай-Сабурбані і частково в районі Тхане і займає площу 103,09 км2.
Окрім греблі Бгатса, на острові є шість великих озер, які постачають воду в місто: Віхар, Нижній Вайтарна, Верхня Вайтарна, Тулса, Танса і Поваї. Тулса озеро та озеро Віхар знаходяться в Борівілі національному парку, у межах міста. Постачання води з Поваї озера, яке також є в межах міста, використовується тільки для сільськогосподарських і промислових цілей. Три малі річки протікають островом: Дахісар річка, Поїнсар і Ошівара беруть свій початок в межах національного парку, а забруднена Мітгі річка бере початок з озера Тулса збирає воду з переповнених Віхар і Поваї озер. Узбережжя міста помережані численними затоками і бухтами. Східне узбережжя острова покрите великими площами боліт та мангровими лісами, з багатим біорізноманіттям, у той час як західне узбережжя в основному піщане і кам'янисте.

## Клімат Мумбая
Місто Мумбай розташоване в поясі тропічного клімату, зокрема, тропічного вологого і сухого клімату одночасно, як це відповідає класифікації клімату за Кеппеном. У місті переважають сім місяців сухості, а пік сезону дощів припадає на липень, а холодний сезон починається з грудня по лютий, а за ними майже одразу ж слідує літній сезон з березня по червень. В період з червня до кінця вересня з південного заходу приходить сезон мусонів, а з жовтня по листопад після мусоний період. Максимальний річний рівень опадів за всю історію було 3452 мм (135,9 В) в 1954 році. Найбільша кількість опадів, зареєстрована в один день — це 944 міліметрів (в 37.17) 26 липня 2005 року. В цілому середній річний обсяг опадів становить 2,146.6 міліметрах (в 84.51) в острівній частині міста, і 2457 міліметрів (в 96.73) в передмістях Мумбая.
Середньорічна температура становить 27,2 °C (81,0 °F), а середньорічний показник опадів становить 216,7 см (в 85.31). По-Айленд-Сіті, середня максимальна температура +31,2 °C (88,2 °F), у той час як середня мінімальна температура +23,7 °C (74,7 °F). У передмістях, середньодобовий максимальний діапазон температури від 29,1 °C (84,4 °F) до 33,3 °C (91,9 °F), у той час як середня щоденна мінімальна температура коливається від 16,3 °C (61,3 °F) до 26,2 °C (79,2 °F). Рекордно високі показники становили 40,2 °C (104,4 °F) від 28 березня 1982 року, і рекордно низькі показники були 7,4 °C (45,3 °F) від 27 січня 1962 року.
| Клімат Мумбая           | Клімат Мумбая | Клімат Мумбая | Клімат Мумбая | Клімат Мумбая | Клімат Мумбая | Клімат Мумбая | Клімат Мумбая | Клімат Мумбая | Клімат Мумбая | Клімат Мумбая | Клімат Мумбая | Клімат Мумбая | Клімат Мумбая |
| Показник                | Січ.          | Лют.          | Бер.          | Квіт.         | Трав.         | Черв.         | Лип.          | Серп.         | Вер.          | Жовт.         | Лист.         | Груд.         | Рік           |
| Абсолютний максимум, °C | 40            | 38            | 39            | 41            | 40            | 38            | 38            | 37            | 37            | 37            | 41            | 41            | 41            |
| Середній максимум, °C   | 30,7          | 31,2          | 32,7          | 33            | 33,3          | 32,1          | 30            | 29,6          | 30,3          | 33,1          | 33,5          | 32,1          | 31,8          |
| Середня температура, °C | 23,7          | 24,5          | 26,8          | 28,4          | 29,9          | 29,2          | 27,6          | 27,2          | 27,3          | 28,3          | 27,2          | 25,2          | 27,1          |
| Середній мінімум, °C    | 16,7          | 17,7          | 20,8          | 23,8          | 26,4          | 26,2          | 25,1          | 24,8          | 24,3          | 23,4          | 20,8          | 18,3          | 22,4          |
| Абсолютний мінімум, °C  | 12            | 10            | 16            | 20            | 21            | 12            | 16            | 20            | 15            | 15            | 12            | 10            | 10            |
| Норма опадів, мм        | 15.1          | 1             | 0.1           | 0.5           | 20.6          | 504.2         | 819.4         | 546.8         | 325.2         | 81.1          | 113.2         | 4.1           | 2431.3        |
| ----------------------- | ------------- | ------------- | ------------- | ------------- | ------------- | ------------- | ------------- | ------------- | ------------- | ------------- | ------------- | ------------- | ------------- |
| Джерело: Weatherbase    |               |               |               |               |               |               |               |               |               |               |               |               |               |

## Населення
За даними перепису 2001 року, чисельність населення Мумбая було 11 914 398. А уже згідно з даними довідника в 2008 році, Мумбай мав населення 13 662 885 і Мумбай Округа за населенням мала 21 347 412 осіб. Щільність населення, за оцінками статистів, складе близько 22 000 чоловік на квадратний кілометр.
За релігійною приналежністю, населення Мумбая представлено індусами (67,39 %), мусульманами (18,56 %), буддистами (5,22 %), джайнами (3,99 %), християнами (3,72 %), сикхами (0,58 %), також тут мешкає значна група парсів і євреїв. Територіально-етнічна різноманітність громади міста: махарашрійці (42 %), гуджаратці (19 %), північні індійці (24 %) і вихідці з Південної Індії решта 15 %. Найстаріші мусульманські громади в Мумбаї це: Давуді Бохра, Ходжа, і Конкані мусульмани. Невеличка громада християн належить до індійських католиків, які були навернені в християнство португальцями, у середині XVI століття. Місто також має невелику юдейську громаду «Бен Ізраелі Джевіш», яка мігрувала з Перської затоки і Ємену, ймовірно, 1600 років тому.
Жителі Мумбая називають себе мумбайкар (Mumbaikar), мумбайти (Mumbaiite). Шістнадцятьма основними мовами Індії говорять в Мумбаї, і найпоширенішими з яких є маратхі, гінді, гуджараті та англійською мовами. Англійська широко розповсюджена в діловому центрі і є основною мовою чиновників міста. Хоча розмовною формою гінді — говорять на вулицях, відомою як «бамбайя» (Bambaiya) — це суміш маратхі, гінді, слів індійських, англійських та деяких інших мов.
Мумбай має ті ж основні проблеми урбанізації, як і в багатьох швидко зростаючих містах світу, і особливо в країнах, що розвиваються: масова бідність і безробіття, поганий стан охорони здоров'я та спрощення освітніх стандартів для значної частини населення. У Мумбаї жителі часто живуть у важких умовах, оскільки тут порівняно дороге житло, і як правило, дешевше помешкання розташоване далеко від робочих місць, і тому це вимагає тривалих поїздок на переповнених засобах громадського транспорту. Дороги також засмічені. Близько 60 % населення живе в місті Мумбаї в нетрях. Нетрі Дгараві (Dharavi) — другі за величиною нетрі в Азії розташовані в центральній частині Мумбая і складаються з різних стареньких будинків чи халабуд, у яких мешкає близько мільйона чоловік.

## Економіка Мумбая
Мумбай — великий торговельно-промисловий, фінансовий і культурний центр країни; найбільше за кількістю населення місто Індії. Мумбай — головний порт, на який припадає понад 33 % зовнішнього морського вантажообігу Індії. Має регулярне пароплавне сполучення з багатьма країнами світу; важливий вузол залізниць і авіаліній.
Мумбай — центр бавовняної промисловості (66 фабрик з 65,6 тис. ткацьких верстатів, що становить 30 % верстатів країни). У Мумбаї є машинобудівна (виробництво автомобілів, транспортного електроустаткування та ін.), металообробна, хімічна, деревообробна, поліграфічна, харчова, шкіряна та інші галузі промисловості. У Мумбаї виробляється бл. 70 % кінофільмів країни. Поблизу міста (в Тромбеї) працює перший в Індії атомний реактор. У місті зосереджені правління багатьох індійських та іноземних банків, компаній, торг. фірм. Є найстаріший в країні університет (засн. 1857) та інші навчальні заклади і наукові установи.

## Спорт
Крикет є найпопулярнішим видом спорту в місті (як і всієї країни), його грають скрізь; на стадіонах, вулицях, школах гравці різного віку від дітей до старшого покоління. У Мумбаї розміщується центральний офіс Контрольної ради з крикету в Індії (Board of Control for Cricket in India — BCCI). Професійна «Команда Мумбай Крикет» (Mumbai Cricket team) репрезентує місто в головному індійському крикетному турнірі — Ранджі Трофі (Ranji Trophy) і є найтитулованішою командою, завоювавши 38 титулів. У місті є ще кілька професійних команд; в «Мумбай Індіанс» (Mumbai Indians) представляють місто в Індійській Прем'єр-лізі крикету і «Мумбай Чампс» (Mumbai Champs) представляють місто в Індійській Крикетній лізі. У місті є дві великі крикетні міжнародного рівня арени — Ванкхеде Стедіум і Брайбурне Стедіум. Найбільшою подією в крикетному житті міста, це проведення в 2006 році МТП Трофей Чемпіонів Крикету (ICC Champions Trophy cricket), фінальну гру було проведено на Брайбурне Стедіум. Відомі крикетисти з Мумбая — Сачин Тендулкар (Sachin Tendulkar) і Суніл Ґаваскар (Sunil Gavaskar).
Жителі міста дуже пильно спостерігають та вболівають під час матчів чемпіонату світу з футболу чи ігор англійської прем'єр-ліги, тому футбол хоч менш популярніший за крикет, але здобув чималу когорту своїх прихильників в цьому місті. У I-лізі (головній) індійського футболу Мумбай представлений аж трьома футбольними колективами: «ФК Мумбай» (Mumbai FC), «Махіндра Юнайтед» (Mahindra United) і «Ейр-Індіа» (Air-India). Хокей на траві ще на початку ХХ століття був найпопулярнішим видом спорту, тепер він поступається крикету. Мумбай є домівкою для команди «Маратхі Варріорс» (Maratha Warriors), єдиної команди з штату Махараштра в «Прем'єр Хокей Лізі» (Premier Hockey Leagu — PHL).
Щороку в лютому Мумбай приймає кінні перегони, які називають Махалакхмі Кінні перегони (Mahalaxmi Racecourse). «МакДовеллс» (Mcdowell's) перегони також відбулася в лютому, але вже в клубі «Турф» (Turf) у Мумбаї. Інтерес до автоперегонів також зріс, а саме, Формула-І стала популярною в останні роки, і в 2008 році «Force India» автокоманда в Формулі-І була заснована в Мумбаї. У 2004 році був заснований щорічний марафон Мумбай, головною метою якого стала популяризація фізичної культури в індійській громадськості. З 2006 року у Мумбаї також відкрито традиційний тенісний турнір «Кінґфішер Айрлайнес» (Kingfisher Airlines), це міжнародний турнір із серії турнірів АТР World Tour.

## Зовнішні стосунки
Мумбай має такі міста-побратими:
- Японія — Йокогама
- США — Лос-Анджелес
- Велика Британія — Лондон
- Німеччина — Берлін
- Німеччина — Штутгарт
- Росія — Санкт-Петербург

### Визначні пам'ятки
- Чхатрапаті Шиваджі — головний залізничний вокзал, збудований британцями. Внесений до списку світової спадщини ЮНЕСКО.
- Дхобі Ґат — історична пральня, якій уже понад 130 років.
- Музей принца Уельського — один із найкращих музеїв у Індії.
- Брама Індії

## Персоналії
- Редьярд Кіплінг (1865—1936) — англійський поет і прозаїк
- Мерль Оберон (1911—1979) — британська акторка.